# 現代詩人賞
現代詩人賞（げんだいしじんしょう）は、日本の現代詩集を対象とする文学賞。日本現代詩人会が授与する。かねて新人賞としてH氏賞があったが、中堅以上の詩人に与えられるものとして1983年に創設された。

## 受賞者

### 第1回から第10回
- 第1回（1983年）飯島耕一「夜を夢想する小太陽の独言」
- 第2回（1984年）犬塚堯「河畔の書」
- 第3回（1985年）清岡卓行「初冬の中国で」
- 第4回（1986年）原子朗「長編詩・石の賦」
- 第5回（1987年）新川和江「ひきわり麦抄」
- 第6回（1988年）高良留美子「仮面の声」
- 第7回（1989年）安西均「チェーホフの猟銃」
- 第8回（1990年）藤原定「言葉」
- 第9回（1991年）那珂太郎「幽明過客抄」
- 第10回（1992年）大木実「柴の折戸」

### 第11回から第20回
- 第11回（1993年）堀場清子「首里」、田村隆一「ハミングバード」
- 第12回（1994年）なし
- 第13回（1995年）嵯峨信之「小詩無辺」
- 第14回（1996年）阿部弘一「風景論」
- 第15回（1997年）水橋晋「大梟を夫にもった曽祖母」
- 第16回（1998年）片岡文雄「流れる家」
- 第17回（1999年）山本十四尾「雷道」
- 第18回（2000年）岩瀬正雄「空」
- 第19回（2001年）以倉紘平「プシュパ・ブリシュティ」
- 第20回（2002年）粒来哲蔵「島幻記」

### 第21回から第30回
- 第21回（2003年）木村迪夫「いろはにほへとちりぬるを」
- 第22回（2004年）時里二郎「翅の伝記」
- 第23回（2005年）平林敏彦「舟歌」
- 第24回（2006年）藤井貞和「神の子犬」
- 第25回（2007年）小長谷清実「わが友、泥ん人」
- 第26回（2008年）小柳玲子「夜の小さな標」
- 第27回（2009年）辻井喬「自伝詩のためのエスキース」
- 第28回（2010年）高橋睦郎「永遠まで」
- 第29回（2011年）高垣憲正「春の謎」
- 第30回（2012年）杉山平一「希望」

### 第31回から第40回
- 第31回（2013年）池井昌樹「明星」
- 第32回（2014年）甲田四郎「送信」
- 第33回（2015年）八木忠栄「雪、おんおん」
- 第34回（2016年）尾花仙朔「晩鐘」
- 第35回（2017年）中村稔「言葉について」
- 第36回（2018年）清水茂「一面の静寂」
- 第37回（2019年）齋藤貢「夕焼け売り」
- 第38回（2020年）野村喜和夫「薄明のサウダージ」
- 第39回（2021年）鈴木ユリイカ「サイードから風が吹いてくると」
- 第40回（2022年）倉橋健一「無限抱擁」[1]

### 第41回から第50回
- 第41回（2023年）河津聖恵「綵歌」
- 第42回（2024年）粕谷栄市「楽園」[2]
- 第43回（2025年）秋山基夫「花下一睡」

## 選考委員
- 2010年現在 - 以倉絋平、藤富保男、一色真理、こたきこなみ、新川和江